# Potez 62
Die Potez 62 war ein zweimotoriges Verkehrsflugzeug des französischen Herstellers Potez aus den 1930er-Jahren. Es bot Platz für 16 Passagiere. Die meisten der 35 gebauten zivilen Exemplare kamen in den Besitz der Air France, eines diente dem französischen Luftfahrtminister als Reiseflugzeug. 
Die 50 als Potez 650 TT von der französischen Luftwaffe in Dienst gestellten Maschinen kamen als Truppentransporter oder als Sanitätsflugzeuge zum Einsatz.

## Geschichte
Das von Henry Potez entworfene Flugzeug entstand auf Basis des Bombers Potez 54. Der Prototyp absolvierte seinen Erstflug am 28. Januar 1935. Noch im selben Jahr präsentierte der Hersteller die verbesserte Version 621.

## Konstruktion
Die Potez 62 war ein abgestrebter Hochdecker und bestand weitgehend aus Metall. Das Fahrwerk war einziehbar. Der Bug konnte aufgeklappt werden und enthielt ein Fracht- und Gepäckabteil. 
Die zweigeteilte Passagierkabine war entweder für vierzehn oder sechzehn Fluggäste ausgelegt. Als Truppentransporter bot das Flugzeug Platz für vierzehn Soldaten, als Sanitätsflugzeug konnte es einen Betreuer, sechs liegende und vier sitzende Verwundete aufnehmen.
Als Antrieb dienten zwei unter den Tragflächen angebrachte 640 kW starke Mistral-Sternmotoren von Gnôme et Rhône. In der verbesserten Version 621 kamen V12-Motoren Hispano-Suiza-12Xrs mit 530 kW zum Einsatz. Die Militärversion wurde ebenfalls mit Hispano-Suiza-V12-Motoren ausgerüstet. Einige zivile Modelle wurden 1939 auf den Gnome-Rhone-Sternmotor 12N16/17 mit 662 kW umgerüstet.

## Nutzung
Die Potez 62 kam ab 1935 auf der Route von Paris nach Rom zum Einsatz. Bis zum Zweiten Weltkrieg operierten die Flugzeuge auch auf anderen europäischen und südamerikanischen Strecken sowie auf der Verbindung von Paris nach Saigon. Eine Maschine kam später in den Besitz der Luftwaffe des Freien Frankreichs.

## Technische Daten
| Kenngröße             | Daten                                                      |
| --------------------- | ---------------------------------------------------------- |
| Besatzung             | 2                                                          |
| Passagiere            | 16                                                         |
| Länge                 | 17,32 m                                                    |
| Spannweite            | 22,45 m                                                    |
| Höhe                  | 3,90 m                                                     |
| Flügelfläche          | 76 m²                                                      |
| Nutzlast              | 1.580 kg                                                   |
| Startgewicht          | 7.500 kg                                                   |
| Reisegeschwindigkeit  | 280 km/h                                                   |
| Höchstgeschwindigkeit | 325 km/h                                                   |
| Dienstgipfelhöhe      | 7.500 m                                                    |
| Reichweite            | 1.000 km                                                   |
| Triebwerke            | zwei Sternmotoren Gnome-Rhone 14Kirs Mistral mit je 640 kW |